# Фестиваль «Один світ»
Фестиваль «Один світ» (Jeden svět/One World) - це чи не найбільший у світі правозахисний фестиваль документального кіно, одна із найголовніших подій Чехії, що охоплює понад 40 міст та притягує близько 100 тисяч відвідувачів щороку.

## Про фестиваль
Фестиваль заснований у 1999 році Ігорем Блажевичем та чеською правозахисною організацією «Людина в біді».  На фестивалі «Один світ» за дев’ять днів демонструється понад 100 документальних фільмів з усього світу. Фестиваль є одним із членів-засновників Мережі фільмів про права людини, яка об’єднує 33 фестивалі з різних куточків світу. 
У 2006 році «Один світ» отримав спеціальну нагороду ЮНЕСКО за внесок в галузі прав людини та виховання в дусі миру. Три роки по тому, у 2009 році, «Один світ» опублікував довідник  з назвою «Організація кінофестивалю з прав людини», який пропонує практичні поради, а також тематичні дослідження визначних подій в галузі прав людини. 
У 2011 році фестиваль «Один світ» було проведено в 13-те з 8 по 17 березня. У фестивалі взяло участь 104 документальні картини із понад 40 країн по всьому світу. Крім Праги фільми демонструвалися у 33 інших містах по всій Чехії.  Підбірку фільмів з One World також представили в Брюсселі. «Один світ»  тоді останній раз пройшов під егідою Вацлава Гавела, міністра закордонних справ Карла Шварценберга, міністра культури Їржі Бессера, і мера Праги Богуслава Свободи.  
Фестиваль об'єднує групу пристрасних режисерів, правозахисників і харизматичних осіб, які стоять в авангарді боротьби за свободу, справедливість і людську гідність. «Один світ» надихає та активно допомагає зі створенням безлічі нових орієнтованих на права людини фестивалів в Європі, Африці та Азії. 
Homo Homini 
Впродовж фестивалю «Людина в біді» вручає щорічну нагороду Homo Homini окремим людям на визнання їх діяльності у сфері просування прав людини, демократії та ненасильницького вирішення політичних конфліктів. У 2011 році нагороду отримала організація Doctors Coordinate of Damascus за допомогу жертвам насильства в Сирії. 
20 березня 2024 року у Празі, а також Босковицях, Єсеніку, Шумперку та у Всетіні розпочинався 26-й міжнародний кінофестиваль “Один Світ”, або Jeden svět чи One World. Цього року на фестивалі буде представлено загалом 96 повнометражних і 10 фільмів у віртуальній реальності. Вперше цього року глядачів також чекає добірка художніх фільмів. Звісно, одними із центральних будуть стрічки, пов’язані із війною росії проти України. В першу чергу мова йде про  оскароносний фільм "20 днів у Маріуполі".

## Лауреати нагороди Homo Homini
- 1996: Сергій Ковальов
- 1997: Жето Ваг
- 1998: Ібрагім Ругова
- 1999: Освальдо Пайя Сардіньяс
- 2000: Мін Ко Нанг
- 2001: Закі Ахмат
- 2002: Thích Huyền Quang, Thích Quảng Độ та Nguyen Van Ly
- 2003: Наташа Кандіч
- 2004: Георге Брісеаг
- 2005: Алєсь Бялятські
- 2006: Світлана Ганнушкіна
- 2007: Su Su Nway, Phyu Phyu Thin, and Nilar Thein
- 2008: Лю Сяобо
- 2009: Маджид Таваколі and Абдолла Момені
- 2010: Азімджан Аскаров
- 2011: Doctors Coordinate of Damascus
- 2012: Інтігам Алієв
- 2013: Сапіят Магомедова

## Відгуки "Одного світу"
З нагоди 15-річчя фестивалю у дев’яти європейських столицях та в Нью-Йорку й Вашингтоні було проведено відгуки фестивалю «Один світ». Глядачам було запропоновано вибрані фільми з фестивалю 2013 року, в яких було представлено життя і соціальну ситуацію в країнах, де працює «Людина в біді». 
Відгуки «Одного світу» відбувалися до кінця 2013 року у співпраці з місцевими Чеськими центрами, фестивалями та міжнародними правозахисними організаціями. 
Міста, в яких було проведено відгуки «Одного світу» у 2013 році: 
- Берлін
- Брюссель
- Будапешт
- Дніпропетровськ
- Лондон
- Нью-Йорк
- Нюрнберг
- Софія
- Стокгольм
- Варшава
- Відень
- Вашингтон